# Монте, Пьетро дель
Пье́тро дель Мо́нте (итал. Pietro del Monte; 1495 или 1496, Монте-Сан-Савино, Ареццо — 27 января 1572, Валлетта) — 49/50-й Великий магистр ордена госпитальеров (1568—1572).

## Передача имени
Несмотря на распространённую передачу французского перевода имени Пьер де Монт (фр. Pierre de Monte) или Пьер Дюмон (фр. Pierre Dumont) предполагается, что более корректным вариантом будет передача с итальянского языка Пьетро дель Монте.

## Биография
Великий приор Капуи приходился родственником папы Юлия III по материнской линии, был его двоюродным братом или племянником. Носил фамилию отца Гвидалотти (Guidalotti), но после проявленных при Великой осаде Мальты (1565) мужества и отваги решил сменить её на более благородную фамилию матери Монте, или дель Монте.
Отец умер, когда Пьетро дель Монте был ещё ребёнком. Воспитывался дядей Антонио по материнской линии, который в 1511 году стал кардиналом и изъявил желание, чтобы племянник вступил в орден госпитальеров. В 1516 году дель Монте стал иоаннитом и отправился на Родос, где тогда располагался орден. Начал свою карьеру во флоте, курсируя у берегов Леванта. В 1522 году активно участвовал в защите Родоса, но после сдачи острова туркам-османам отправился в Рим к дяде Антонио, где пробыл до 1527 года. В 1533 году был назначен командором, командовал галерой, участвовал в морских сражениях.
В 1545 году находился в Тренто, а 4 февраля 1546 года принял участие в заседании совета Тридентский собора. В 1550 году двоюродный брат Джованни Мария был избран папой римским под именем Юлия III. Одним из первых актов нового понтифика стало назначение Пьетро дель Монте комендантом форта Сант-Анджело, где он прослужил до 1554 года. В 1555 году снова был назначен командующим галерой (ammiraglio delle galere). В 1563 году стал во главе «языка» Италии на Мальте. Должность столпа «языка» Италии (фр. pilier) совмещалась с постом адмирала мальтийского флота. В 1565 году занял должность ответственного за фортификацию форта Сан-Мишель и всего острова Санглеа, иными словами — был кастеляном замка Ла Санглеа. Во время Великой осады Мальты сначала был комендантом форта Сан-Мишель, затем сражался плечом к плечу с магистром Жан Паризо де ла Валеттом. 
В декабре 1565 года принял пост приора Капуи, а в начале следующего года был отправлен послом ордена к вновь избранному папе Пию V. На посла была возложена важная миссия по достижению договорённости о содействии Святого Престола в ликвидации разрушений после Великой осады Мальты, а также строительства нового города. Папа принял посла госпитальеров, обещал оказать посильную помощь ордену и откомандировал на Мальту своего военного инженера Франческо Лапарелли, ученика великого Микеланджело. 

Мальтийский флот в битве при Лепанто, 1571

23 августа 1568 года был избран великим магистром иоаннитов. Р. О. де Верто писал, что первейшей обязанностью нового магистра было проведение достойных похорон предшественника, Жана Паризо де ла Валетта, который был погребён в церкви Нотр-Дам де Филерм, специально выстроенной для чудотворной Филермской иконы Божией Матери. Продолжил начатое предшественником строительство нового города — Валлетты. В ноябре 1569 года созвал Генеральный капитул. Дела Монте пригласил на Мальту нового архитектора, Джироламо Касара, и прикладывал все свои силы на скорейшее возведения Валлетты — строительство завершилось 18 марта 1571 года. Резиденция великого магистра была перенесена из форта Сант-Анджело в новый дворец.
В 1571 году Мальтийский орден вошёл в Священную лигу и участвовал в битве при Лепанто, в которой турки-османы потеряли 30 000 личного состава. Большой заслугой магистра стало восстановление мальтийского флота, понесшего значительные потери после грандиозного сражения.
Умер 27 января 1572 года. Эпитафия и описание отчеканенных во время его правления монет приведены в книге «Анналы Мальтийского ордена» (Annales de l’Ordre de Malte).